# Samsung Galaxy Tab A8
La Samsung Galaxy Tab A8 es una tableta de Samsung. Se anunció el 15 de diciembre de 2021 y se lanzó el 17 de enero de 2022. Viene en seis combinaciones: 4G Cellular/Wi-Fi, solo Wi-Fi y cada una de estas con almacenamiento interno de 32 GB, 64 GB o 128 GB. Acepta tarjetas MicroSD de hasta 1TB. Los colores disponibles son gris, oro rosa y plata.

## Especificaciones
Tiene una CPU de 8 núcleos con 2 GHz
Tiene una pantalla de 10,5 pulgadas con resolución 1920x1200.
Su cámara trasera es de 8MP, mientras que su cámara delantera es de 5MP.
Tiene 3GB de RAM, 64GB/128GB ROM + hasta 1TB con MicroSD.
Además, tiene USB 2.0 tipo-C, Bluetooth 5.0, conector estéreo de 3,5 mm y batería de 7040 mAh, 246,8 x 161,9 x 6,9 mm.
El Galaxy Tab A8 viene con Android 11, pero se puede actualizar a Android 14.